# Никола Парапанов
Никола Иванов Парапанов е български военен деец, майор, участник в българското националноосвободително движение в Македония.

## Биография
Роден е през 1874 година в село Фотовища, Неврокопско. Майка му умира когато е на две години, а на десет остава пълен сирак, след като турци убиват баща му. През 1895 година се прехвърля в София. Завършва Военното училище в София през 1900 година. Участва в Горноджумайското въстание през 1902 година и в Илинденско-Преображенското през 1903 година. Служи в 1-ви пехотен софийски полк. Уволнен е от служба на 1 декември 1909 година.
През юни 1912 година е войвода на чета в Македония, която действа в Петричко. Първоначално четата му се състои от 12 души, но след това достига до 93-ма четници. В свои спомени, публикувани в „Български доброволец“, Парапанов пише:
| „ | Но ето пристигна блага вест: „България мобилизирана!“. Ние подскочихме от радост и братски се разцелувахме. Ето дойде и дълго лелеяният славен час на една кървава борба за правда и свобода! Омърлушеното и изплашено българско население, което беше подложено на такъв жесток терор, сега надигна уши, а турското се умърлуши. | “ |

При обявяването на Балканската война през октомври 1912 година, четата му – партизански взвод № 3 на Македоно-одринското опълчение, извършва нападения върху турски военни подразделения и обози, прекъсва телефонни и телеграфни линии. На 16/29 октомври 1912 година с четата си атакува град Петрич и го освобождава. Определен е за военен комендант на града и сформира околийско управление в състав Иван Телятинов, Тодор Стоянов, Стоян Трушков, Иван Тодоров и Андон Малчев. След разформироването на взвода е назначен за командир на 8-а костурска дружина на Опълчението, с която участва в битката при Шаркьой. От март 1913 година е командир на новосформираната 15-а щипска дружина, с която участва в Междусъюзническата война. По време на бойните действия се сражава срещу сърбите в битката при Султан тепе.
| Чета № 3 на МОО с командир Никола Парапанов | Чета № 3 на МОО с командир Никола Парапанов | Чета № 3 на МОО с командир Никола Парапанов | Чета № 3 на МОО с командир Никола Парапанов | Чета № 3 на МОО с командир Никола Парапанов | Чета № 3 на МОО с командир Никола Парапанов |
| Номер                                       | Име                                         | Години                                      | Околия                                      | Селище                                      | Бележка                                     |
| ------------------------------------------- | ------------------------------------------- | ------------------------------------------- | ------------------------------------------- | ------------------------------------------- | ------------------------------------------- |
|                                             | Георги Христов                              | 19                                          | Мелнишко                                    | Хотово                                      | орден „За храброст“ ІV                      |

По време на участието на България в Първата световна война (1915 – 1918) е дружинен командир в 28-и пехотен стремски полк.
Кавалер е на ордена „За храброст“ - IV степен. Деец е на Съюза на македоно-одринските опълченски дружества в България. Умира на 25 декември 1937 година в София.
Името му носи главна улица в Петрич. По повод 100 години от освобождението на Петрич от османска власт на 27 октомври 2012 година в центъра на града е открит бюст-паметник на Парапанов.

## Военни звания
- Подпоручик (1900)
- Поручик (2 август 1903)
- Капитан (1908)
- Майор (28 юли 1913)